# Thomas Prinzhorn
Thomas Prinzhorn (ur. 5 marca 1943 w Wiedniu) – austriacki polityk przedsiębiorca i polityk, parlamentarzysta, wiceprzewodniczący (drugi i trzeci przewodniczący) Rady Narodowej.

## Życiorys
W 1967 uzyskał dyplom inżyniera na Uniwersytecie Technicznym w Wiedniu. Kształcił się także w zakresie zarządzania przedsiębiorstwem na Uniwersytecie Harvarda. Zawodowo związany z przedsiębiorstwami przemysłu papierniczego zarządzanymi przez swojego ojca, które następnie przejął, obejmując m.in. stanowiska dyrektora generalnego w W. Hamburger GmbH i W. Hamburger Holding GmbH. Stał się jednym z najbogatszych ludzi w Austrii, w 2006 był notowany na czternastym miejscu. Od 1978 członek władz austriackich organizacji przemysłowców.
Działał w Wolnościowej Partii Austrii. W 1995 został po raz pierwszy posłem do Rady Narodowej. W 1999 i 2002 uzyskiwał reelekcję, zasiadając z tej izbie do 2006. W kadencji 1999–2002 był drugim przewodniczącym, a następnie do 2006 pełnił funkcję trzeciego przewodniczącego Rady Narodowej. 6 lipca 2004, po śmierci prezydenta Thomasa Klestila tuż przed końcem kadencji, wraz z Andreasem Kholem i Barbarą Prammer, pełnił przez dwa dni obowiązki prezydenta Austrii (do czasu zaprzysiężenia Heinza Fischera). W 2005 opuścił FPÖ, przechodząc do nowo utworzonego Sojuszu na rzecz Przyszłości Austrii.